# Ted Nolan
Theodore John Nolan (ur. 7 kwietnia 1958 w Garden River) – kanadyjski hokeista, trener.
Ted Nolan urodził się w okolicach Sault Ste. Marie w prowincji Ontario. Spędził 3 sezony w lidze NHL w roli zawodnika, w której reprezentował barwy dwóch klubów: Detroit Red Wings i Pittsburgh Penguins, a następnie spędził 6 sezonów w tej lidze w roli trenera, prowadząc dwa kluby: dwukrotnie Buffalo Sabres oraz New York Islanders. W latach 2011–2014 selekcjoner reprezentacji Łotwy. W latach 2017–2018 selekcjoner reprezentacji Polski.

## Kariera
Ted Nolan karierę sportową rozpoczął w 1975 roku w klubie ligi MJHL - Kenora Thistles, w którym grał do 1976 roku. Następnie w latach 1976–1978 grał w klubie ligi OMJHL - Sault Ste. Marie Greyhounds. Znakomite występy Nolana w lidze zauważyli działacze klubu ligi NHL – Detroit Red Wings, którzy dnia 15 czerwca 1978 roku wybrali go w piątej rundzie draftu NHL z numerem 78. W sezonie 1978/1979 reprezentował barwy klubu ligi CHL - Kansas City Red Wings.
W latach 1979–1981 reprezentował barwy ligi AHL - Adirondack Red Wings, z którym w sezonie 1980/1981 zdobył Puchar Caldera. Następnie przeszedł do klubu ligi NHL – Detroit Red Wings, w którym w sezonie 1981/1982 rozegrał 41 meczów, zdobył 17 punktów (4 bramki, 13 asyst) oraz spędził 45 minut na ławce kar. Po sezonie wrócił do Adirondack Red Wings, by w trakcie sezonie 1983/1984 wrócić do Detroit Red Wings, w którym rozegrał 19 meczów, zdobył 3 punkty (1 bramka, 2 asysty) oraz spędził 26 minut na ławce kar. Następnie reprezentował barwy klubów ligi AHL: Rochester Americans (1984–1985) i Baltimore Skipjacks (1985–1986), potem przeszedł do klubu ligi NHL – Pittsburgh Penguins, w którym w 1986 roku w wieku 28 lat zakończył sportową karierę.

## Kariera trenerska
Ted Nolan po zakończeniu kariery sportowej rozpoczął karierę trenerską. W 1988 roku został asystentem Dona Boyda w klubie ligi OHL - Sault Ste. Marie Greyhounds, którego wkrótce zastąpił na stanowisku trenera, na którym pozostał do 1994 roku. Z drużyną dwukrotnie wygrał J. Ross Robertson Cup (1991, 1992) oraz triumfował w Memorial Cup (1993).
W sezonie 1994/1995 był asystentem trenera Paula Holmgrena w klubie ligi NHL - Hartford Whalers, a w sezonie 1995/1996 został trenerem Buffalo Sabres nie zakwalifikowania się fazy play-off, jednak w sezonie 1996/1997 doprowadził zespół do Półfinału Konferencji oraz został laureatem Jack Adams Award - nagrody przyznawanej dla najlepszego trenera ligi. Mimo tego odszedł z klubu z powodu napiętych relacji z bramkarzem Dominikiem Haškiem i menedżerem generalnym Johnem Mucklerem i został zastąpiony przez Lindy'ego Ruffa.
Następnie dostał oferty pracy głównego trenera w Tampa Bay Lightning oraz asystenta trenera Ricka Bownessa w New York Islanders, jednak odrzucił te propozycje. W 2003 roku Nolan prowadził rozmowy z władzami klubu ligi WHA - Toronto Toros w sprawie zatrudnienia, które nie zostały dokończone. Dnia 26 kwietnia 2005 roku został zatrudniony w klubie ligi QMJHL - Moncton Wildcats, gdzie był najpierw trenerem, potem dyrektorem ds. hokeja. Pod jego wodzą klub zdobył Coupe du Président 2006 oraz Trophée Maurice Filion - nagrodę przyznawaną dla najlepszego trenera ligi.
Dnia 8 czerwca 2006 roku, po dziewięciu latach wrócił do ligi NHL, przyjmując stanowisko trenera New York Islanders, zastępując na nim Brada Shawa, co spotkało się z krytyką ze strony publicysty tabloida New York Post specjalizującego się w hokeju na lodzie - Larry'ego Brooksa, gdyż właściciel klubu - Charles Wang zatrudnił w tym czasie na stanowisku menedżera generalnego - Neila Smitha, który również ubiegał się o stanowisko trenera klubu. Dnia 18 lipca 2006 roku Smith został zwolniony ze stanowiska, na którym został zastąpiony przez Gartha Snowa. W sezonie 2006/2007 doprowadził klub do ćwierćfinału Konferencji Wschodniej, w którym przegrał z Buffalo Sabres 4:1 i odpadł z dalszej rywalizacji, a w następnym sezonie nie zakwalifikował się do fazy play-off i dnia 14 lipca 2008 roku został zastąpiony na stanowisku trenera przez dotychczasowego menedżera generalnego - Gartha Snowa.
W latach 2009–2011 był dyrektorem ds. hokeja w klubie ligi AHL - Rochester Americans.
Dnia 3 sierpnia 2011 roku został selekcjonerem reprezentacji Łotwy, którą prowadził na trzech mistrzostwach świata (2012 – 10. miejsce, 2013 – 12. miejsce, 2014 – 11. miejsce) oraz zakwalifikował się do turnieju olimpijskiego 2014 w Soczi, na których reprezentacja odpadła w ćwierćfinale po porażce 1:2 z reprezentacją Kanady i zajęła 8. miejsce, co jest najlepszym wynikiem tej reprezentacji w historii jej występów na turnieju olimpijskim. W tym czasie jego asystentem był rodak, Tom Coolen. W latach 2011–2013 był również konsultantem reprezentacji Łotwy U-20.
Dnia 13 listopada 2013 roku ponownie został trenerem ligi NHL - Buffalo Sabres, który pod wodzą Nolana ani razu nie zakwalifikował się do fazy play-off. Dnia 31 marca 2014 roku przedłużył umowę z klubem do 2017 roku, jednak dnia 12 kwietnia 2015 roku został odszedł z klubu w wyniku napiętych relacji z menedżerem generalnym - Timem Murrayem. W sezonie NHL (2014/2015) asystował mu ponownie Tom Coolen.
11 lipca 2017 Nolan został ogłoszony selekcjonerem reprezentacji Polski, a jego asystentem ponownie został Tom Coolen, który krótko wcześniej został mianowany trenerem ligowej drużyny GKS Katowice. Kontrakt trenerów został podpisany na okres dwóch lat z możliwością przedłużenia. Po mistrzostwach świata Dywizji I Grupy A 2018 w węgierskich Budapeszcie, na których Biało-Czerwoni zajęli ostatnie – 6. miejsce i zostali tym samym zdegradowani do Dywizji IB, obaj trenerzy zostali zwolnieni ze stanowisk.

## Statystyki

### Klubowe
| 1975/1976       | Kenora Thistles             | MJHL            | 51  | 24  | 32  | 56  | 56  | —  | —  | —  | —  | —  |
| 1976/1977       | Sault Ste. Marie Greyhounds | OMJHL           | 60  | 8   | 16  | 24  | 109 | 9  | 1  | 2  | 3  | 19 |
| 1977/1978       | Sault Ste. Marie Greyhounds | OMJHL           | 66  | 14  | 30  | 44  | 106 | 13 | 1  | 3  | 4  | 20 |
| 1978/1979       | Kansas City Red Wings       | CHL             | 73  | 12  | 38  | 50  | 66  | 4  | 1  | 2  | 3  | 0  |
| 1979/1980       | Adirondack Red Wings        | AHL             | 75  | 16  | 24  | 40  | 106 | 5  | 0  | 1  | 1  | 0  |
| 1980/1981       | Adirondack Red Wings        | AHL             | 76  | 22  | 28  | 50  | 86  | 18 | 6  | 10 | 16 | 11 |
| 1981/1982       | Adirondack Red Wings        | AHL             | 39  | 12  | 18  | 30  | 81  | —  | —  | —  | —  | —  |
| 1981/1982       | Detroit Red Wings           | NHL             | 19  | 1   | 2   | 3   | 26  | —  | —  | —  | —  | —  |
| 1982/1983       | Adirondack Red Wings        | AHL             | 78  | 24  | 40  | 66  | 106 | 6  | 2  | 5  | 7  | 14 |
| 1983/1984       | Adirondack Red Wings        | AHL             | 31  | 10  | 26  | 36  | 76  | 7  | 2  | 3  | 5  | 18 |
| 1983/1984       | Detroit Red Wings           | NHL             | 19  | 1   | 2   | 3   | 26  | —  | —  | —  | —  | —  |
| 1984/1985       | Rochester Americans         | AHL             | 65  | 28  | 34  | 62  | 152 | 5  | 4  | 0  | 4  | 18 |
| 1985/1986       | Baltimore Skipjacks         | AHL             | 10  | 4   | 4   | 8   | 19  | —  | —  | —  | —  | —  |
| 1985/1986       | Pittsburgh Penguins         | NHL             | 18  | 1   | 1   | 2   | 34  | —  | —  | —  | —  | —  |
| Łącznie w MJHL  | Łącznie w MJHL              | Łącznie w MJHL  | 51  | 24  | 32  | 56  | 56  | —  | —  | —  | —  | —  |
| Łącznie w OMJHL | Łącznie w OMJHL             | Łącznie w OMJHL | 126 | 22  | 46  | 68  | 105 | 22 | 2  | 5  | 7  | 39 |
| Łącznie w CHL   | Łącznie w CHL               | Łącznie w CHL   | 73  | 12  | 38  | 50  | 66  | 4  | 1  | 2  | 3  | 0  |
| Łącznie w NHL   | Łącznie w NHL               | Łącznie w NHL   | 78  | 6   | 16  | 22  | 105 | —  | —  | —  | —  | —  |
| Łącznie w AHL   | Łącznie w AHL               | Łącznie w AHL   | 374 | 116 | 164 | 280 | 626 | 41 | 14 | 19 | 33 | 61 |

### Trenerskie
| Sezon           | Klub                        | Liga            | Faza zasadnicza | Faza zasadnicza | Faza zasadnicza | Faza zasadnicza | Faza zasadnicza | Faza zasadnicza                       | Faza play-off          | Faza play-off          | Faza play-off          | Faza play-off          | Faza play-off           |
| Sezon           | Klub                        | Liga            | M               | Z               | R/ZPD/ZPK       | P               | Pkt             | Miejsce                               | M                      | Z                      | P                      | Z%                     | Wynik                   |
| --------------- | --------------------------- | --------------- | --------------- | --------------- | --------------- | --------------- | --------------- | ------------------------------------- | ---------------------- | ---------------------- | ---------------------- | ---------------------- | ----------------------- |
| 1989/1990       | Sault Ste. Marie Greyhounds | OHL             | 66              | 18              | 6               | 42              | 42              | 7.miejsce, Dywizja Emmsa              | Nie zakwalifikował się | Nie zakwalifikował się | Nie zakwalifikował się | Nie zakwalifikował się | Nie zakwalifikował się  |
| 1990/1991       | Sault Ste. Marie Greyhounds | OHL             | 66              | 42              | 3               | 21              | 87              | 1.miejsce, Dywizja Emmsa              | 14                     | 12                     | 2                      | 85.71                  | J. Ross Robertson Cup   |
| 1991/1992       | Sault Ste. Marie Greyhounds | OHL             | 66              | 41              | 19              | 3               | 88              | 1.miejsce, Dywizja Emmsa              | 19                     | 12                     | 7                      | 63.16                  | J. Ross Robertson Cup   |
| 1992/1993       | Sault Ste. Marie Greyhounds | OHL             | 66              | 38              | 5               | 23              | 81              | 1.miejsce, Dywizja Emmsa              | 14                     | 9                      | 5                      | 64.29                  | Finał                   |
| 1993/1994       | Sault Ste. Marie Greyhounds | OHL             | 66              | 35              | 7               | 24              | 71              | 2.miejsce, Dywizja Emmsa              | 14                     | 10                     | 4                      | 71.43                  | Półfinał                |
| 1995/1996       | Buffalo Sabres              | NHL             | 82              | 33              | 7               | 42              | 72              | 5.miejsce, Dywizja Północno-wschodnia | Nie zakwalifikował się | Nie zakwalifikował się | Nie zakwalifikował się | Nie zakwalifikował się | Nie zakwalifikował się  |
| 1996/1997       | Buffalo Sabres              | NHL             | 82              | 40              | 12              | 30              | 92              | 1.miejsce, Dywizja Północno-wschodnia | 12                     | 5                      | 7                      | 41.67                  | Półfinał Konferencji    |
| 2005/2006       | Moncton Wildcats            | QMJHL           | 70              | 52              | 3               | 15              | 107             | 1.miejsce, Dywizja Wschodnia          | 21                     | 16                     | 5                      | 76.19                  | Coupe du Président      |
| 2006/2007       | Buffalo Sabres              | NHL             | 82              | 40              | 12              | 30              | 92              | 4.miejsce, Dywizja Atlantycka         | 5                      | 1                      | 4                      | 20                     | Ćwierćfinał Konferencji |
| 2007/2008       | Buffalo Sabres              | NHL             | 81              | 34              | 9               | 38              | 79              | 5.miejsce, Dywizja Atlantycka         | Nie zakwalifikował się | Nie zakwalifikował się | Nie zakwalifikował się | Nie zakwalifikował się | Nie zakwalifikował się  |
| 2013/2014       | Buffalo Sabres              | NHL             | 62              | 17              | 9               | 36              | 43              | 8.miejsce, Dywizja Atlantycka         | Nie zakwalifikował się | Nie zakwalifikował się | Nie zakwalifikował się | Nie zakwalifikował się | Nie zakwalifikował się  |
| 2014/2015       | Buffalo Sabres              | NHL             | 82              | 23              | 8               | 51              | 54              | 8.miejsce, Dywizja Atlantycka         | Nie zakwalifikował się | Nie zakwalifikował się | Nie zakwalifikował się | Nie zakwalifikował się | Nie zakwalifikował się  |
| Łącznie w OHL   | Łącznie w OHL               | Łącznie w OHL   | 330             | 174             | 27              | 129             | 369             |                                       | 61                     | 43                     | 18                     | 70.49                  |                         |
| Łącznie w NHL   | Łącznie w NHL               | Łącznie w NHL   | 472             | 188             | 57              | 227             | 433             |                                       | 17                     | 6                      | 11                     | 35.29                  |                         |
| Łącznie w QMJHL | Łącznie w QMJHL             | Łącznie w QMJHL | 70              | 52              | 3               | 15              | 107             |                                       | 21                     | 16                     | 5                      | 76.19                  |                         |

## Działalność społeczna
W 2004 roku Nolan założył fundację The Ted Nolan Foundation, które rozdaje stypendium na cześć jego matki, Rose - Rose Nolan Memorial o wartości 5.000 dolarów amerykańskich, które są przyznawanie kobietom i za osiągnięcia edukacyjne i sportowe przy zachowaniu silnego zaangażowania społecznego. W 2013 roku Nolan wraz z dwoma braćmi stworzyli szkołę hokejową First Nana w Nowym Jorku jako sposób zaangażowania młodzieży do gry w hokeja na lodzie na uczelniach, jednocześnie ucząc wartości aktywnego zdrowego stylu życia. Ten 5-dniowy obóz hokejowy jest przeznaczony zarówno dla dziewcząt, jak i chłopców w wieku od 7 do 15 lat i został opracowany, aby pomóc First National Youth rozwijać umiejętności hokejowe, a jednocześnie uczyć młodzieży First Nation pozytywnego modelu w swoich społecznościach.

## Sukcesy

### Zawodnicze
Adirondack Red Wings
- Puchar Caldera: 1981

### Szkoleniowe
Sault Ste. Marie Greyhounds
- J. Ross Robertson Cup: 1991, 1992
- Memorial Cup: 1993

Moncton Wildcats
- Coupe du Président: 2006

### Indywidualne
- Jack Adams Award: 1997
- National Aboriginal Achievement Award: 1994
- Trophée Maurice Filion: 2006

## Życie prywatne
Ted Nolan jest synem Stana i Rose Nolanów. Ma dwóch braci. Jest żonaty z Sandrą, z którą ma dwóch synów- Brandona (ur. 1983) i Jordana (ur. 1989) - także hokeistów.

## Ciekawostki
- Pochodzi z plemienia Odżibwejów[11].
- Ted Nolan w 1986 roku został wybrany jako wzór programu dotyczącego zwalczania nadużywania alkoholu i narkotyków.
- Jest aktywnym członkiem Wspólnoty Aborygenów[12].
- Ze względu na konflikt z Johnem Mucklerem z czasów współpracy w Buffalo Sabres zyskał przydomek GM Killer[13].